# Diodonopsis erinacea
Diodonopsis erinacea es una especie de orquídea originaria de América.

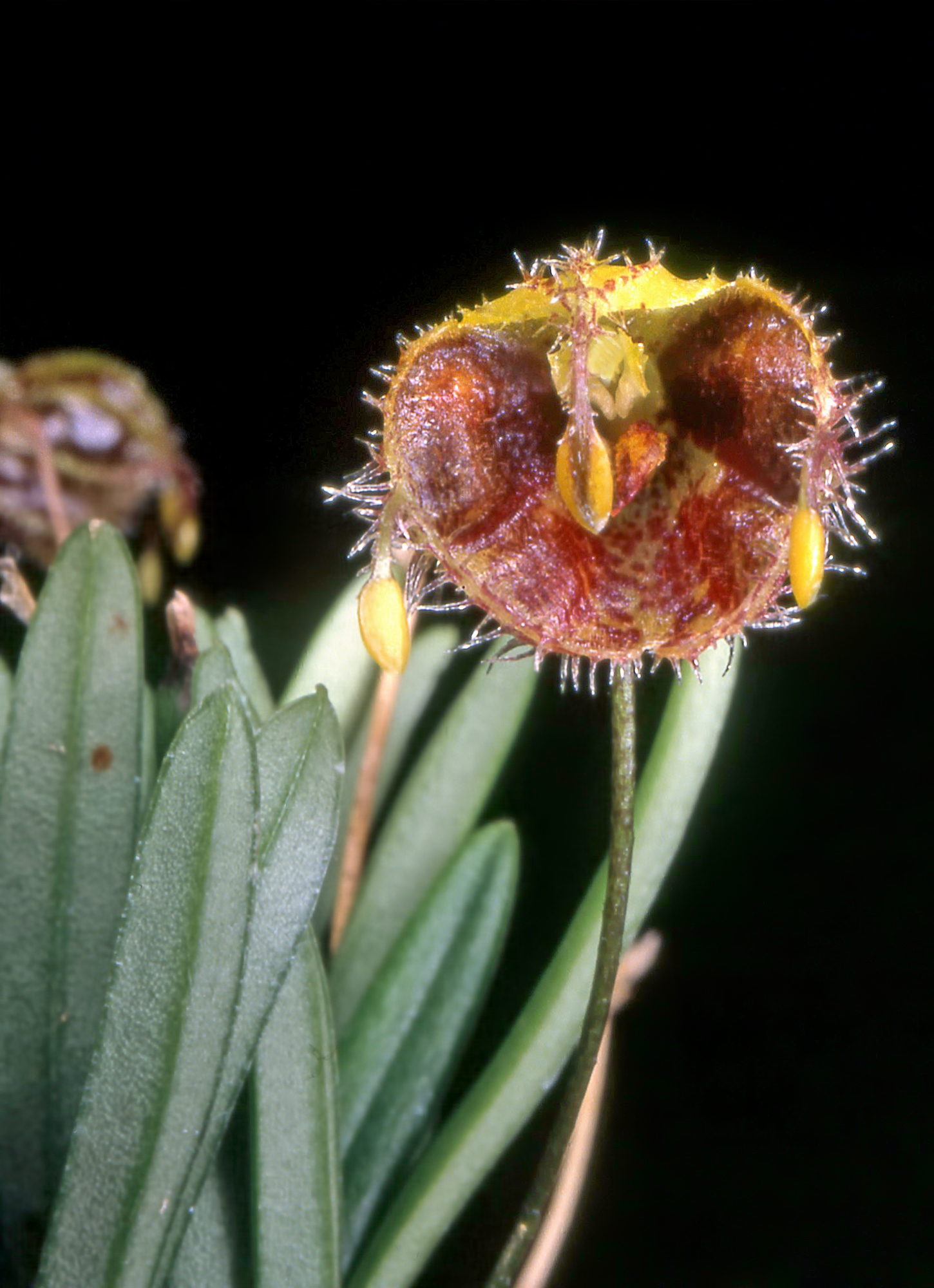
Flor

## Descripción
Es una orquídea de pequeño tamaño con hábitos de epifita y con tallos erectos cubiertoa de brácteas tubulares y una sola hoja, subcoriácea apical, linear-lanceolada. Tiene una flor simple, de 4 a 7 cm en su larga inflorescencia que se produce en el verano con las flores apareciendo justo por encima de las hojas. Puede ser producido bien montado o en una maceta, en condiciones húmedas, buena circulación de aire y nunca dejar que se seque por completo.

## Distribución y hábitat
Esta especie de miniatura es oriunda de Costa Rica, Panamá, Colombia y Ecuador en los bosques húmedos premontanos y es encontrada en altitudes entre 700 y 1400 metros- 

## Taxonomía
Diodonopsis erinacea fue descrita por (Rchb.f.) Pridgeon & M.W.Chase y publicado en Lindleyana  16(4): 253. 2001.
Sinonimia
- Masdevallia echinocarpa Schltr.
- Masdevallia erinacea Rchb.f.
- Masdevallia horrida Teusch. & Garay
- Scaphosepalum erinaceum (Rchb.f.) Schltr.[3][4]